# 千葉県立市川工業高等学校
千葉県立市川工業高等学校（ちばけんりついちかわこうぎょうこうとうがっこう、英: Chiba Prefectural Ichikawa Technical high School）は、千葉県市川市平田三丁目に所在する工業高校。略称は「市工」（いちこう）。
機械科、電気科、建築科、インテリア科が設置されている。
2006年4月1日より千葉県立葛南工業高等学校の定時制課程が同校に合流し、定時制課程も開設されている。

## 交通アクセス
- JR中央・総武緩行線　本八幡駅より徒歩で約7分
- 京成電鉄　京成八幡駅より徒歩約7分
- 都営地下鉄新宿線　本八幡駅より徒歩約7分

## 沿革・歴史
- 1942年（昭和17年）12月15日 - 市川市立工業高校設立の件､市川市会議で可決
- 1943年（昭和18年）
  - 3月25日 - 千葉県市川市立工業学校設立認可｡文部省告示
  - 4月25日 - 市川市八幡一番割1462番地の2に千葉県市川市立工業学校開校
- 1944年（昭和19年）
  - 1月8日 - 組織変更認可 本科機械科（修業年限五か年、昼間）400名（総数）
  - 4月1日 - 私立市川商業学校2年生を市川市立工業学校本科機械科2学年に編入
- 1946年（昭和21年）3月31日 - 組織変更認可 本科木材工芸科新設

　　　　　　　定員（総数）木材工芸科250名､機械科250名
- 1948年（昭和23年）
  - 3月31日 - 私立京成工業学校合併
  - 4月1日 - 県立移管 学制改革のため高等学校に改編

　　　　　　　千葉県立市川工業高等学校と改称
　　　　　　　建築科・電気科を増設､同時に第二本科建築科をも増設する
　　　　　　　定員（総数）
　　　　　　　通常課程 機械科300名 電気科150名 建築科150名 木材工芸科60名
　　　　　　　定時制課程 機械科200名 建築科50名
- - 6月1日 - 千葉県立市川工業高等学校開校式挙行
- 1958年（昭和33年）4月1日 - 入学定員改正

　　　　　　　全日制課程 機械科90名 電気科45名 建築科45名 木材工芸科60名
　　　　　　　定時制課程 機械科90名 建築科45名
　　　　　　　別科産業科新設（修業年限一ヶ年）
- 1962年（昭和37年）4月1日 - 全日制課程電気科1学級（45名）を増設

　　　　　　　定時制課程電気科1学級（45名）を新設する
　　　　　　　木材工芸科を工芸科と改める
- 1963年（昭和38年）
  - 3月31日 - 別科を廃止
  - 4月1日 - 全日制課程機械科1学級、建築科1学級を増設。入学定員改正

　　　　　　　全日制課程 機械科135名 電気科90名 建築科90名 工芸科40名
　　　　　　　定時制課程 機械科90名 電気科45名 建築科45名
- 1964年（昭和39年）
  - 11月17日 - 鉄筋コンクリート造3階建12教室（南棟）、4階建管理特別教室棟新築落成
  - 11月27日 - 創立20周年記念式典
- 1966年（昭和41年）4月1日 - 入学定員改正

　　　　　　　全日制課程 機械科120名 電気科80名 建築科80名 工芸科40名
　　　　　　　定時制課程 機械科80名 電気科40名 建築科40名
- 1968年（昭和43年）12月10日 - 鉄筋コンクリート造4階建12教室、保健室、ホール（北棟）新築落成
- 1969年（昭和44年）5月1日 - 鉄筋コンクリート造2階建食堂、柔剣道場新築落成
- 1970年（昭和45年）4月30日 - 鉄筋コンクリート造4階建機械科、電気科実習室新築落成
- 1973年（昭和48年）
  - 4月1日 - 工芸科をインテリア科と改める（同年度入学生より学年進行）定時制課程を併置独立し千葉県立葛南工業高等学校と称する（同年度入学生より学年進行）
  - 5月10日 - 鉄筋コンクリート造4階建建築科､インテリア科実習棟新築落成
- 1976年（昭和51年）
  - 3月31日 - 定時制課程を千葉県立葛南工業高等学校の学年進行移行完了により廃止
  - 6月28日 - 鉄筋コンクリート造4階建建築科、普通科家庭実習室新築落成
- 1978年（昭和53年）12月26日 - 鉄筋コンクリート造体育館新築落成
- 1983年（昭和58年）11月5日 - 創立40周年記念式典
- 1984年（昭和59年）3月30日 - 体育館付属施設落成
- 1985年（昭和60年）2月28日 - 体育倉庫兼部室落成
- 1986年（昭和61年）1月20日 - 推薦入学実施
- 1988年（昭和63年）11月30日 - 管理特別教室棟大規模改修工事
- 1992年（平成4年）
  - 3月5日 - 中庭整備工事（創立50周年記念）
  - 4月1日 - 機械科1学級減
  - 12月20日 - 普通教室棟（北棟）大規模改造工事
- 1996年（平成8年）4月1日 - 電気科1学級減
- 1998年（平成10年）2月13日 - 機械科､電気科実習棟大規模改造工事
- 2000年（平成12年）11月8日 - 管理特別教室棟耐震補強改修工事
- 2002年（平成14年）3月22日 - 管理特別教室棟昇降口改修工事
- 2003年（平成15年） 
  - 3月25日 - 花壇改修工事（前庭整備）
  - 7月24日 - 文部科学省「目指せスペシャリスト」研究開発校に指定される
  - 11月8日 - 創立60周年記念式典
- 2004年（平成16年）
  - 10月25日 - 時事通信社第20回教育奨励賞優秀賞・文部科学大臣奨励賞受賞
  - 10月26日 - 千葉県教育委員会教育功労賞表彰（学校教育の部、団体部門）
- 2005年（平成17年）3月5日 - 教育奨励賞受賞記念花壇設置（中庭）
- 2006年（平成18年）
  - 1月20日 - 文部科学省「目指せスペシャリスト」研究発表会を開催
  - 4月1日 千葉県県立高等学校再編計画により千葉県立葛南工業高等学校と統合

　　　　　　　校名「千葉県立市川工業高等学校」を継承。全日制課程と定時制課程を併置
　　　　　　　入学定員改正
　　　　　　　全日制課程 機械科80名 電気科40名 建築科80名 インテリア科40名
　　　　　　　定時制課程 機械科40名 電気科40名 建築科40名
- 2007年（平成19年）1月29日 - 木造住宅耐震診断ボランティア活動が総務省消防庁主催「第11回防災まちづくり大賞」消防庁長官賞を受賞
  - 8月14日 - 「ものづくり人材育成のための専門高校・地域産業連携事業」（文部科学省連携事業・経済産業省）指定校
- 2008年（平成20年）11月22日 - キャリア教育の充実・発展への尽力により文部科学大臣表彰
- 2010年（平成22年）8月31日 - 普通教室棟（南棟）大規模改造工事
- 2011年（平成23年）
  - 6月1日 - 保護者負担による冷房装置設置（普通教室）
  - 11月29日 - 千葉県教育大賞を受賞
- 2012年（平成24年）4月1日 - 電気科1学級増
- 2013年（平成25年）
  - 1月4日 - フィリピン共和国セブ工科大学と姉妹校協定締結
  - 4月1日 - 電気科1学級減
  - 7月21日 - 創立70周年記念　比国生徒海外研修第1回 　7月26日　帰国　　　　　　団長　小野祐司校長　以下14名参加
  - 9月30日 - 食堂及び格技場大規模改修工事
- 2014年（平成26年）
  - 3月25日 - 「千葉県地域防災力向上知事表彰（学校における防災活動の部）」受賞
  - 4月1日 - 電気科1学級増
  - 7月20日 - 比国生徒海外研修第2回　7月25日帰国　　　　　　団長　藤平秀幸校長　以下16名参加
  - 8月30日 - 創立70周年記念　同窓会より冷房装置設置（教務室・会議室）
  - 8月31日 - 建築科、インテリア科実習棟大規模改修工事
- 2015年（平成27年）
  - 7月19日 - 比国生徒海外研修第3回　7月24日帰国　　　　　　団長　藤平秀幸校長　以下19名参加
  - 7月22日 - フィリピン共和国フィリピン大学（セブ校）と姉妹校協定締結
- 2016年（平成28年）7月24日 - 比国生徒海外研修第4回　7月30日帰国　　　　　　団長　藤平秀幸校長　以下20名参加
- 2017年（平成29年）
  - 4月1日 - 電気科1学級減
  - 7月24日 - 比国生徒海外研修第5回　7月30日帰国　　　　　　団長　野﨑一哉校長　以下20名参加
- 2018年（平成30年）
  - 4月1日 - 新入生より新制服に変更
  - 7月23日 - 比国生徒海外研修第6回　7月29日帰国　　　　　　団長　野﨑一哉校長　以下20名参加
- 2019年（平成31年）4月1日 - 電気科1学級増
- （令和元年）7月22日 - 比国生徒海外研修第7回　7月28日帰国　　　　　　団長　野﨑一哉校長　以下28名参加
- 2020年（令和2年）
  - 4月1日 - 建築科1学級減
  - 3月1日 - 保護者負担による冷房装置設置（物理室、被服室、視聴覚室、インテリア科計画実習室）
- 2021年（令和3年）
  - 4月1日 - 電気科1学級増、建築科1学級減
  - 4月27日 - 「みらいはぐくみ債」によるME棟2階3階Wi-Fi設備設置
- 2022年（令和4年）
  - 3月23日 - 旧美化倉庫解体工事
  - 3月24日 - ICTクラフトルーム設置
  - 4月1日 - 建築科1学級減
  - 6月4日 - ひょうにより校舎の窓ガラスが61枚割れる被害（校長調べ）ニュースでは47枚とされている[1]。
- 2023年（令和5年）
  - 1月31日 - ブロック塀撤去及びフェンス新設工事
  - 3月24日 - 正門改修工事
- 2024年（令和6年）
  - 6月3日 - 多年にわたり資格者教育に尽力することにより「情報通信間」関東総合通信局長表彰を受賞

## 学校行事（令和７年度）
- 4月
  - 始業式
  - 入学式
  - 新入生歓迎会
- 5月
  - 新体力テスト
  - 1学期中間考査
  - 校外学習
- 6月
  - iPadの日
  - 芸術鑑賞会
- 7月 - 1学期期末考査
  - 修業式
  - インターンシップ
- 8月
  - インターンシップ
- 9月
  - 始業式
  - 修学旅行（2年生）
- 10月
  - 2学期中間考査
  - 体育祭
  - 市工祭（文化祭）
- 11月
  - 総合技術コンクール
- 12月
  - 2学期期末考査
  - 生徒会選挙
  - 修業式
- 1月
  - 始業式
  - 課題研究発表会（3年生）
  - 学年末考査（3年生）
- 3月
  - 卒業式
  - 学年末考査（12年生）
  - 修業式

iPadの日
市川工業高校では毎年6月第1週に、 1年生が購入したiPadをキッティングして生徒に引き渡す、「iPadの日」を行っています。

## 特色
- 建築科

一部の生徒は無料の「町内まるごと耐震診断」と呼ぶ木造家屋の現場学習兼ボランティア活動を行っている。2003年4月から耐震診断の実習や研究を行ってきた。技術的な面に関しては大学の非常勤講師が指導し、パーソナルコンピュータを用いた授業を展開、ここで学んだ生徒が夏に一般住民向けに「パソコンによる我が家の耐震診断」という講座を開設した。さらに住民が希望すれば、生徒が専門家が判定するための基礎資料を作成した。その後、阪神・淡路大震災の後、2005年10月神戸市での建築業者の集いに担当教諭と共に加わり、倒壊した家屋が凶器と化した体験談を知ったことや、直後の11月に発覚した耐震偽装事件の一級建築士が同じ千葉県に居た事から、耐震構造の大切さを切実に感じ、これらの活動を行っている。活動は市川市や隣の船橋市をはじめ千葉県全域にも出掛ける。このような耐震診断を行う高校は全国的に増えつつあるが、当校が草分けである。

## 著名な出身者
- kyo（D'ERLANGERボーカル）
- 滝口順平（声優、ナレーター）
- motsu（m.o.v.e.、作詞・作曲などを担当）
- 中台良男（政治家、元四街道市長、元千葉県議会議員）